# Luftangriff auf Zweibrücken am 14. März 1945
Am 14. März 1945 flogen kanadische und britische Bomber einen Luftangriff auf Zweibrücken. Durch ihn und zwei vorhergegangene Bombardements am 3. und 7. Januar 1945 gehörte Zweibrücken mit einer Zerstörungsquote von über 90 % zu den im Zweiten Weltkrieg am stärksten zerstörten deutschen Städten. Bereits am 30. November 1944 und 28. Dezember 1944 hatte es kleinere Angriffe auf die Stadt gegeben. Die Angriffe erfolgten in Übereinstimmung mit der britischen Area Bombing Directive.

## Der Angriff
Am 14. März 1945 ab ca. 20 Uhr wurde Zweibrücken durch die No. 6 Bomber Group der Royal Canadian Air Force und Pfadfinder der No. 8 Bomber Group bombardiert. Bereits am frühen Nachmittag des Tages führten fünf Mosquito-Bomber einen Wetteraufklärungsflug über der Stadt durch. Das Wetter an dem Tag war bedingt durch ein Hochdruckgebiet über ganz Mitteleuropa gut und wolkenlos, die Temperaturen lagen von −2 Grad um 8 Uhr, 10 Grad tagsüber und 2 Grad am Abend. Somit herrschte gutes Flugwetter. Etwa 220 Flugzeuge der Typen Handley Page Halifax, Avro Lancaster und de Havilland Mosquito waren an diesem Luftschlag beteiligt. Während des zwölfminütigen Angriffs wurden 3087 Sprengbomben mit einem Gesamtgewicht von 816 Tonnen auf das Stadtgebiet abgeworfen.
Die Bomber starteten gegen 17:20 Uhr von ihren Flugplätzen in England und flogen zum Treffpunkt bei Reading, von dort über den Ärmelkanal Richtung Sommemündung, danach geleitet durch die Radarsysteme Oboe, H2S und GEE über Frankreich zu ihrem Ziel. Das Saarland und die Westpfalz lag wegen des Westwalls in einem Bogen in der Frontlinie, daher flogen die Bomber nur das letzte Stück des Anflugs 20 Meilen über deutsches Gebiet. Zehn Halifax-Bomber der No. 100 Bomber Group dienten als Störflugzeuge und störten von 19:35 bis 21:10 Uhr im Bereich von Malmedy bis Metz mit Mandrel-Störsendern das deutsche Radar. Bis 6 Grad Ost herrschte im gesamten Verband Funkstille beim Anflug und auch wieder beim Abflug ab diesem Längengrad. Zusätzlich warfen drei Mosquito-Bomber kurz vor dem Ziel Düppel zur Radarstörung vor dem Hauptverband ab. Der Angriff und besonders die Mosquitos, welche die Markierung übernahmen, wurden vom Masterbomber, der über der Stadt kreiste, geleitet. Die deutsche Luftabwehr wurde von diesem Angriff überrascht, insgesamt 89 Menschen verloren ihr Leben.
Am gleichen Abend fand ein Angriff auf die Nachbarstadt Homburg und ein Ablenkungsangriff auf Wiesbaden statt. Der Angriff auf Homburg fand ca. 15 Minuten später durch einen anderen Verband statt, es konnte aber durch die geringe Zeitdifferenz der Eindruck entstehen, dass nach dem Angriff auf Zweibrücken die gleichen Maschinen auch Homburg angegriffen hätten. Ein weiterer Hauptangriff in dieser Nacht galt den  Hydrierwerken in Leuna.

Die von der RAF verwendeten Bomben auf einem Verladeplatz während des Krieges: vorn zwei 1000 bzw. 500 Pfund schwere Sprengbomben, dahinter eine Minenbombe HC 2000 Mk.I, dann ein HC 4000 Mk.III oder Mk.IV „Cookie“. Auf dem großen Transportwagen hinten ein aus drei 4000er „Cookies“ bestehender „Blockbuster“ (HC 12.000 LB)

Die bei dem Angriff verwendete Bombentypen waren Luftminen vom Typ HC4000, Sprengbomben GP1000, GP500, GP250 und Markierungsbomben. Brandbomben wurden wegen der holzarmen Bauweise in Zweibrücken keine mitgeführt, aber auch die Markierungsbomben hatten einen Brandwert. Die Lancaster trugen je eine HC4000 und 14 500-Pfund-Bomben, drei Staffeln („Squadron“) je eine HC4000, 12 500-Pfund- und 4 250-Pfund-Bomben. Die Halifax führten nur 500-Pfund-Bomben mit. Insgesamt hatte der Verband 801,9 ts Sprengbomben und 12,2 ts Markierungsbomben an Bord der Bomber.
Vier Halifax konnten ihre Bombenlast nicht über der Stadt abwerfen. Drei Maschinen mussten wegen technischer Probleme umkehren und ein Bomber konnte über Zweibrücken keine Zielmarkierung ausmachen.
Beteiligte Squadrons:
- No. 8 (Pathfinder Force) Bomber Group (Huntington)
  - 105th Squadron (Bourn): 4 Mosquitos
  - 109th Squadron (Little Staughton): 4 Mosquitos
  - 405th Squadron (Gransden Lodge): 12 Lancaster
  - 608th Squadron (Downham Market): 3 Mosquitos
  - 635th Squadron (Downham Market): 11 Lancaster
- No. 6 (RCAF) Bomber Group (Allerton)
  - 419th Squadron (Middleton St. George): 15 Lancaster
  - 424th Squadron (Skipton on Swale): 12 Lancaster
  - 427th Squadron (Leeming): 12 Lancaster
  - 428th Squadron (Middleton St. George): 15 Lancaster
  - 431st Squadron (Croft): 14 Lancaster
  - 433rd Squadron (Skipton on Swale): 15 Lancaster
  - 434th Squadron (Croft): 14 Lancaster
  - 408th Squadron (Linton): 14 Halifax
  - 415th Squadron (East Moor): 14 Halifax
  - 420th Squadron (Tholthorpe): 14 Halifax
  - 425th Squadron (Tholthorpe): 14 Halifax
  - 426th Squadron (Linton): 14 Halifax
  - 429th Squadron (Leeming): 14 Halifax
  - 432nd Squadron (East Moor): 14 Halifax

Am 15. März führte eine britische Mosquito der 542nd Squadron einen Aufklärungsflug über Zweibrücken durch und konnte bei vier Überflügen über das Stadtgebiet Aufnahmen der Schäden machen.

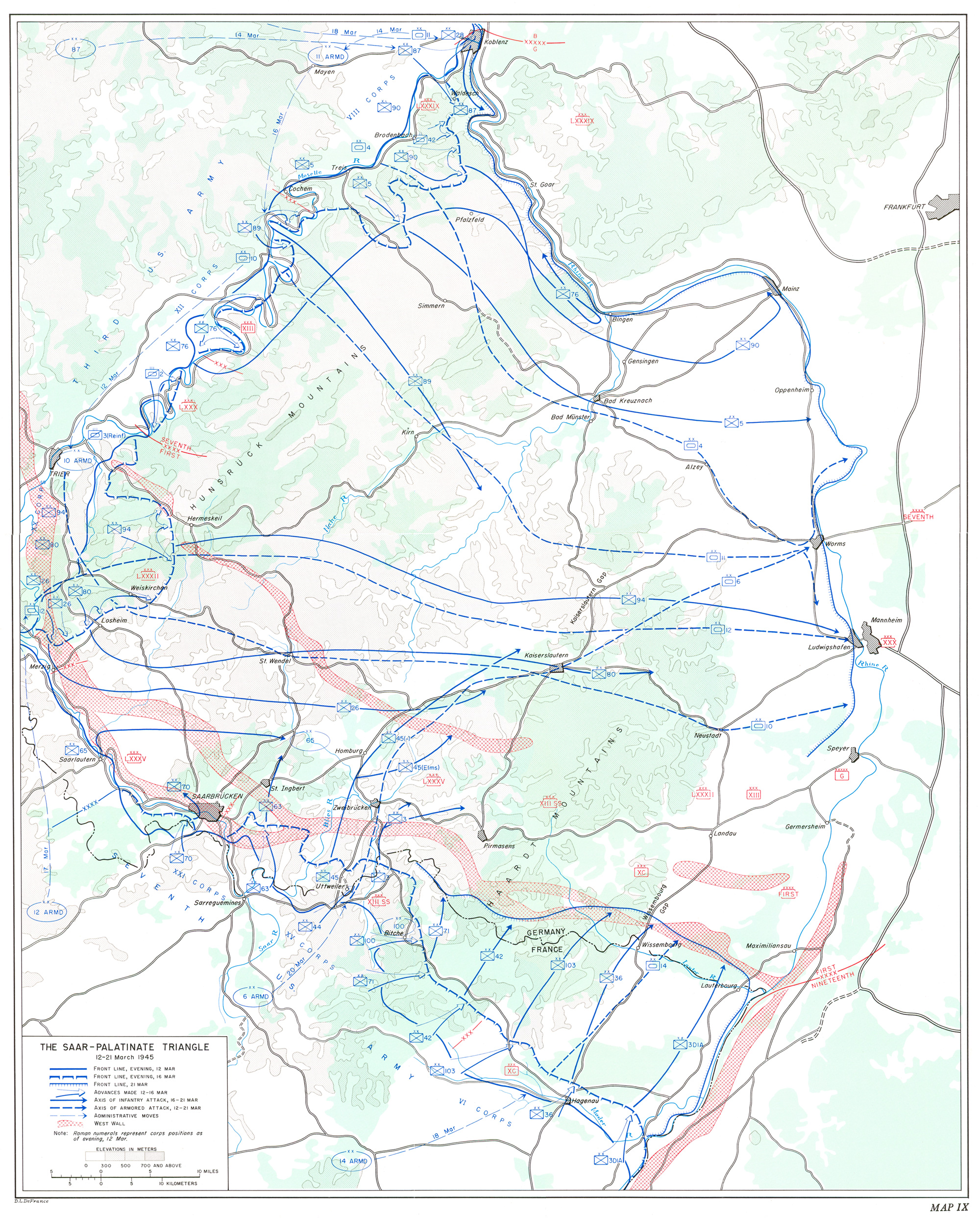
Verlauf der Kämpfe im Saar-Mosel-Dreieck bis zum 21. März 1945

Sechs Tage später rückten die ersten amerikanischen Bodentruppen der 7. US-Armee im Rahmen der Operation Undertone in Zweibrücken ein. Zum Zeitpunkt des Angriffs lagen die Einheiten der US Army noch ca. 20 km südlich von Zweibrücken bei Bitsch. Der Frontverlauf war (von Ost nach West) von Hagenau, Schönau (Pfalz), Bitsch, Saargemünd, weiter der Saar und Mosel folgend bis nach Koblenz.

## Luftschutz in Zweibrücken
Der Luftschutz war in Zweibrücken gut organisiert und seit 1932 aufgestellt. Von 1934 bis 1935 stand als Werbung für den Luftschutz eine leere Bombe auf dem Marktplatz. Jedes Haus hatte einen Luftschutzwart, Keller wurden mit Holz abgestützt, Durchbrüche zu Nachbarkellern geschaffen und Kellerfenster mit Eisentüren versehen. Zusätzlich wurden einige Felsenkeller als Luftschutzräume benutzt, unter anderem der große Felsenkeller am Himmelsberg, der erst im Jahr 1944 wiederentdeckt worden war und anschließend im Sommer und Herbst 1944 ausgebaut wurde. Dieser Felsenkeller hatte eine Fläche von 2300 m² und bot Platz für 1500 Personen. Zusätzlich wurden am Stadtrand auch einige Westwallstollen genutzt. Außerdem war die Trinkwasserversorgung in Zweibrücken durch die vielen Brunnen in den Gärten gut geregelt, in einem Brunnenverzeichnis sind zu dieser Zeit 142 Brunnen in der Stadt und nochmals 123 Brunnen in den Vororten verzeichnet. Zusätzlich waren die Brunnen außen an der Hauswand mit einem Schild „Trinkwasser“ in Phosphorfarbe markiert.
Auf Plätzen wurden Splitterschutzgräben ausgehoben, da bei Jagdbomberangriffen oft keine Zeit mehr für Flucht in den nächsten Bunker blieb.
Ein weiterer Vorteil war, dass von September bis November 1944 der größte Teil der Bevölkerung evakuiert wurde und nur noch ca. 4000 Einwohner und ca. 1000 Zwangsarbeiter und Wehrmachtsangehörige in der Stadt lebten. Auch die Zweibrücker Industrie war bereits ausgelagert worden, das Lazarett in der Niederauerbach-Kaserne war ebenfalls bereits geräumt worden.
Ärztliche Versorgung war durch das katholische Krankenhaus und einen Sanitätsbereich im Himmelsberg-Tiefkeller gewährleistet.
Die Essensversorgung war durch das Wirtschaftsamt im Himmelsberg-Tiefkeller geregelt. Kraftstoff war rationiert und nur noch für wichtige Dienste wie Feuerwehr, Rotes Kreuz und Technische Nothilfe vorhanden. Kraftstofftanks befanden sich in der Kohlenhofstraße, im Himmelsberg-Tiefkeller und zwei Tankstellen.
Zur Luftwarnung wurden 24 elektrische Sirenen eingesetzt, welche seit 1935 im Abstand von 200 – 250 m auf den Dächern montiert waren. Das Aufsuchen der Schutzräume bei Alarm war Pflicht und konnte bei Zuwiderhandlungen Strafen nach sich ziehen.
Zu Beginn der Luftangriffe wurden die Luftschutzräume nur bei direkter Gefahr aufgesucht, zum Ende des Krieges hatte sich dies geändert und die Menschen lebten in den Schutzräumen. Betriebe und Zweibrücker Ämter arbeiteten im Himmelsberg-Keller.
Zweibrücken hatte keine eigene Flak, lediglich um die Stadt herum lagen Einheiten der Heeresflak.

## Bilanz der Schäden

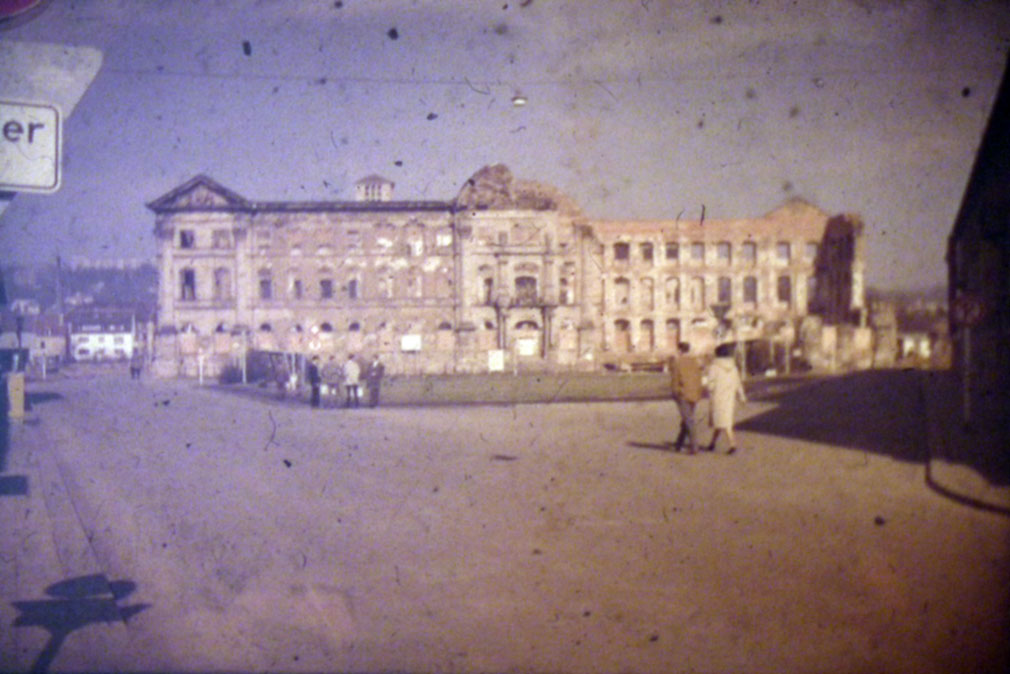
Zerstörtes Schloss in Zweibrücken vor der Restaurierung 1962

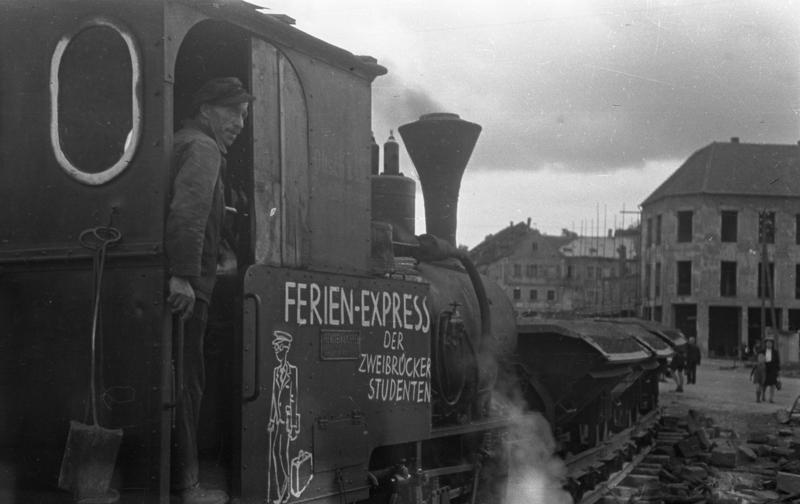
Trümmerbahn Zweibrücken

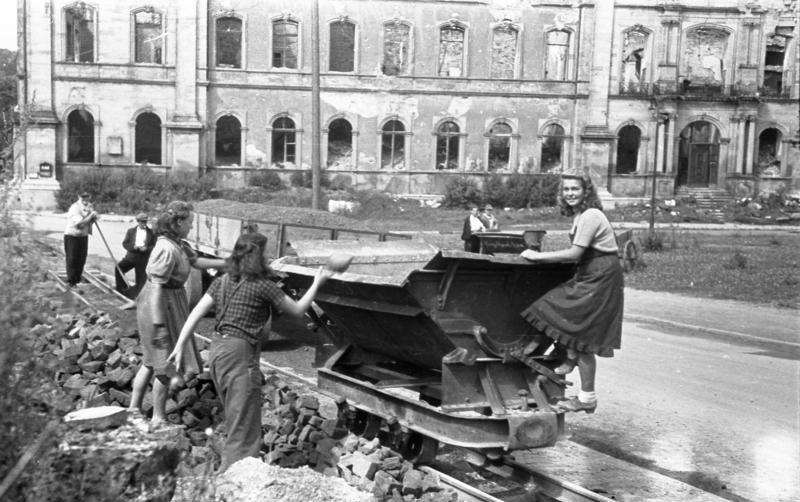
Trümmerfrauen beseitigen Schutt, 1946

Das Ausmaß der Zerstörung kann anhand der offiziellen Schadensmeldung der Stadt Zweibrücken wie folgt beziffert werden:
- von den mehr als 3527 Wohngebäuden waren 1587 total zerstört, 546 schwer und 1128 leicht beschädigt. Nur 248 Gebäude überstanden den Krieg unbeschädigt.
- von 58 öffentlichen Bauten wurden 4 leicht und 14 schwer beschädigt, 40 total zerstört.
- von 15 Industrieanlagen wurden 2 leicht und 10 schwer beschädigt, 3 total zerstört.
- von 761 Handwerksbetrieben wurden 215 schwer, 285 total beschädigt.
- von 48 km Kanalisation wurden 28 km zerstört oder schwer beschädigt.
- von 90 km elektrischen Leitungen wurden 36 km beschädigt, 44 km total zerstört.
- von 55 km Gasleitungen wurden 25 km beschädigt, 16 km total zerstört.
- von 80 km Wasserleitungsnetz wurden 44 km leicht bis schwer beschädigt, 28 km total zerstört.
- von 34 km Straßen wurden 10 km leicht, 7 km schwer beschädigt, 17 km total zerstört.
- von 21 Brücken und Stegen wurden 2 Straßenbrücken und eine Eisenbahnbrücke schwer beschädigt, 9 Straßenbrücken, 1 Eisenbahnbrücke und 3 Stege total zerstört.

Damit lagen die Beschädigungen und totale Zerstörungen an allen Gebäuden und sonstigen Anlagen im gesamten Stadtgebiet bei fast 90 %.

## Wiederaufbau der Stadt
Die Zerstörung in Zweibrücken war derart groß, dass zum Beseitigen der Folgen eine Trümmerbahn eingerichtet wurde. Die Gleise der Trümmerbahn verliefen von der Hauptstraße und Lammstraße über den Schloßplatz zum kleinen Exerzierplatz, dort wurde das Gelände mit dem Schutt aufgefüllt.
Durch die Trümmer liegt die Innenstadt nach dem Wiederaufbau auf einem einen Meter höheren Niveau. Diesen Höhenunterschied sieht man heute noch an der Ecke Hauptstraße Poststraße am Gasthaus Zum Hirschen und rund um die Alexanderskirche. Die größte Änderung beim Wiederaufbau der Innenstadt war die Umleitung des Bleicherbachs, der früher durch die Innenstadt floss. Tatsächlich wurden Schäden durch Hochwasser durch die Niveauanhebung nach dem Krieg seltener. Ein Plan der Besatzungsmächte sah ursprünglich vor beim Aufbau die Hauptstraße nach amerikanischem Vorbild zu begradigen. Der Einsatz des Bauamtsleiters Gustl Groß konnte dies aber verhindern, so dass die Hauptstraße noch heute dem Verlauf aus dem späten 12. Jahrhundert folgt.
Das Schloss Zweibrücken wurde erst von 1962 bis 1964 restauriert.
Die Karlskirche wurde 1964 bis 1970 wieder aufgebaut.

## Trivia
Einer der am Angriff beteiligten Lancaster-Bomber der 434th Squadron steht heute in einem Museum auf dem kanadischen Flugplatz Calgary als Mahnmal.